# Hypophylla martia
Hypophylla martia is een vlindersoort uit de familie van de prachtvlinders (Riodinidae), onderfamilie Riodininae.
Hypophylla martia werd in 1903 beschreven door Godman.